# Сапегина
Сапегина — деревня в Байкаловском районе Свердловской области. Входит в состав Байкаловского сельского поселения. Управляется Шаламовским сельским советом.

## География
Деревня Сапегина расположена в устье реки Вязовки, у правого берега реки Сарабайки, в 11 километрах к юго-западу от районного центра — села Байкалова.

### Часовой пояс
Сапегина, как и вся Свердловская область, находится в часовой зоне МСК+2. Смещение применяемого времени относительно UTC составляет +5:00.

## Население
| 2002 | 2010 | 2021 |
| ---- | ---- | ---- |
| 43   | ↘37  | ↘33  |

## Инфраструктура
В деревне Сапегиной две улицы: Заречная и Мира.